# آنت هاف
آنت هاف (انگلیسی: Anette Hoff؛ زادهٔ ۱۶ مهٔ ۱۹۶۱) هنرپیشه اهل نروژ است.
از فیلم‌ها یا برنامه‌های تلویزیونی که وی در آن نقش داشته‌است می‌توان به هامسون و من دینا هستم اشاره کرد.